# Kościół poewangelicki w Grabowie nad Prosną
Kościół poewangelicki – dawna świątynia protestancka znajdująca się w mieście Grabów nad Prosną, w powiecie ostrzeszowskim, w województwie wielkopolskim.
Jest to murowana nieotynkowana budowla wzniesiona w 1887 roku. Reprezentuje styl neogotycki. Posiada wieżę na planie kwadratu nakrytą ośmiokątnym ostrosłupowym dachem hełmowym. Obecnie świątynia nie jest użytkowana.